# Václav Vaško

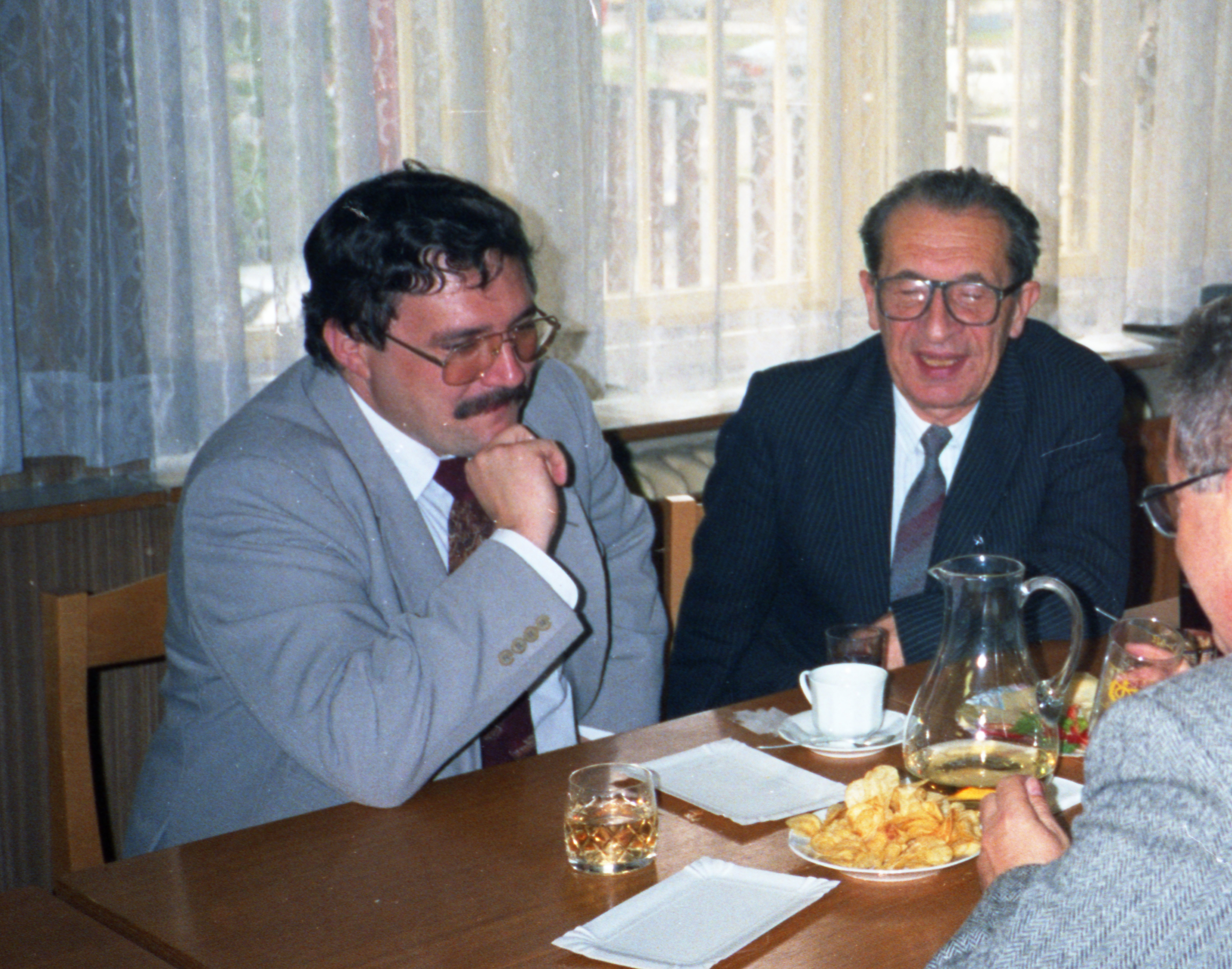
Václav Vaško s Josefem Luxem v roce 1994

Václav Vaško (26. dubna 1921 Zvolen – 20. května 2009 Praha) byl český diplomat, politický vězeň, katolický aktivista a autor knih zabývajících se dějinami katolické církve v komunistickém Československu.

## Život
Václav Vaško (po otci Čech, po matce Slovák) se narodil 26. dubna 1921 ve Zvolenu. Jeho otec, JUDr. Václav Vaško, byl zaměstnancem ministerstva spravedlnosti a generálním sekretářem Obchodní a průmyslové komory v Banské Bystrici. Oba rodiče byli praktikující katolíci, mladý Václav v dětství, stráveném v Banské Bystrici, denně zakoušel napětí mezi národnostními i náboženskými skupinami zdejší společnosti. To se pak jen stupňovalo s rostoucí politickou nestabilitou ČSR. V červnu 1941 odmaturoval a byl přijat na bratislavskou Vysokou školu obchodní.
V roce 1943 se stal členem katolického hnutí „Rodina“, vedeného Tomislavem Kolakovičem. Zúčastnil se Slovenského národního povstání, byl zajat Wehrmachtem, zatčen gestapem a vězněn v Banské Bystrici. Po válce vstoupil do čs. diplomatické služby a stal se atašé v Moskvě. V jediném tamějším katolickém kostele sv. Ludvíka se potkával s katoličkou Irinou Jukovovou, jejíž otec Konstantin Jukov byl popraven během stalinských čistek v roce 1938. Doučovala ho ruštinu a po několika měsících se s ní Vaško oženil. V březnu 1946 byl odvolán do Prahy v souvislosti s falešným obviněním otce z protistátní činnosti, manželce nebylo povoleno vycestovat ze SSSR. V září 1946 se manželům Vaškovým narodila dcera Marija, její otec se do Moskvy vrátil až rok poté. Po komunistickém převratu si z obavy před odvoláním domů a dalším rozloučením rodiny podal přihlášku do KSČ (nikdy ale nebyl přijat). V roce 1949 byl na žádost Sovětů odvolán, manželce s dítětem opět nebylo povoleno vycestovat.
V roce 1951 byl Vaško propuštěn z MZV, neboť neprošel kádrovými prověrkami (odmítl výslovně odsoudit papeže Pia XII. a jeho zahraniční politiku). Poté pracoval jako dělník na stavbě letenského tunelu. 5. února 1953 byl zatčen a rok držen ve vazbě. 3. března 1954 byl ve vykonstruovaném procesu odsouzen za údajnou velezradu ke 13 letům vězení. Postupně vystřídal věznici na Pankráci, pracovní tábor Nikolaj u Jáchymova a pevnosti Leopoldov a Mírov. Během uvěznění se s ním v jeho nepřítomnosti rozvedla Irina.
9. května 1960 byl Vaško u příležitosti oslav osvobození Československa Rudou armádou amnestován. Po devět let pak zastával různá zaměstnání – zámečník, betonář, frézař. Poté pracoval rok jako propagační referent na generálním ředitelství cirkusů a varieté. Během pražského jara se spolupodílel na založení Díla koncilové obnovy .
V roce 1969 se stává vedoucím Vydavatelství ČKCH. Roku 1971 se po 22 letech v Moskvě setkal s dcerou a manželkou. V roce 1981 byl z příkazu ministerstva kultury propuštěn z Charity. Až do roku 1989 pracoval jako tiskárenský korektor. Začal též psát poválečnou kroniku církve s názvem Neumlčená.
Roku 1988 se stal členem výboru Desetiletí duchovní obnovy národa, o rok později je spoluorganizátorem pouti do Říma u příležitosti kanonizace Anežky České. V listopadu téhož roku se znovu stal vedoucím vydavatelství ČKCH. Publikuje první dva díly své knihy Neumlčená. Roku 1991 obnovuje své manželství s Irinou Jukovovou. O rok později spoluzakládá katolické nakladatelství a vydavatelství Zvon a stává se jeho ředitelem. Dva roky nato odchází do důchodu, věnuje se nadále publikační činnosti a působí jako lektor křesťanské akademie v Praze.
28. října 1998 byl Václav Vaško dekorován prezidentem republiky Václavem Havlem medailí Za zásluhy. Václav Vaško zemřel v Praze 20. května 2009, ještě před tím, než mohl vyjít poslední díl jeho životního díla, čtyřdílného cyklu Dům na skále, který se zabývá osudy katolické církve v Československu za komunistického režimu. Pohřeb se uskutečnil ve čtvrtek 28. května 2009 v kostele Nejsvětějšího Salvátora v Praze.

## Dílo
Mimo níže zmíněná díla pomáhal redigovat a upravovat řadu knih, toutéž činností a vlastními příspěvky přispěl též do mnoha sborníků zabývajících se pronásledováním katolické církve v Československu.
- Neumlčená (kronika katolické církve v Československu po druhé světové válce, psána v 80. letech, vyšla 1990 , 2 díly)
- ''Kardinál Tomášek (1994, spoluautor s Janem Hartmannem, Bohumilem Svobodou a kol.)
- Ne vším jsem byl rád (životopis, 1999 a 2001)
- Dům na skále (totéž téma jako v Neumlčené, znovu a podrobněji zpracováno na základě nových pramenů, měla být čtyřdílná, ale čtvrtý díl už nestihl dokončit)
  - Církev zkoušená (2004)
  - Církev bojující (2007)
  - Církev vězněná (2008)[3]
- Likvidace řeckokatolické církve (2007)